# Hishammuddin Hussein

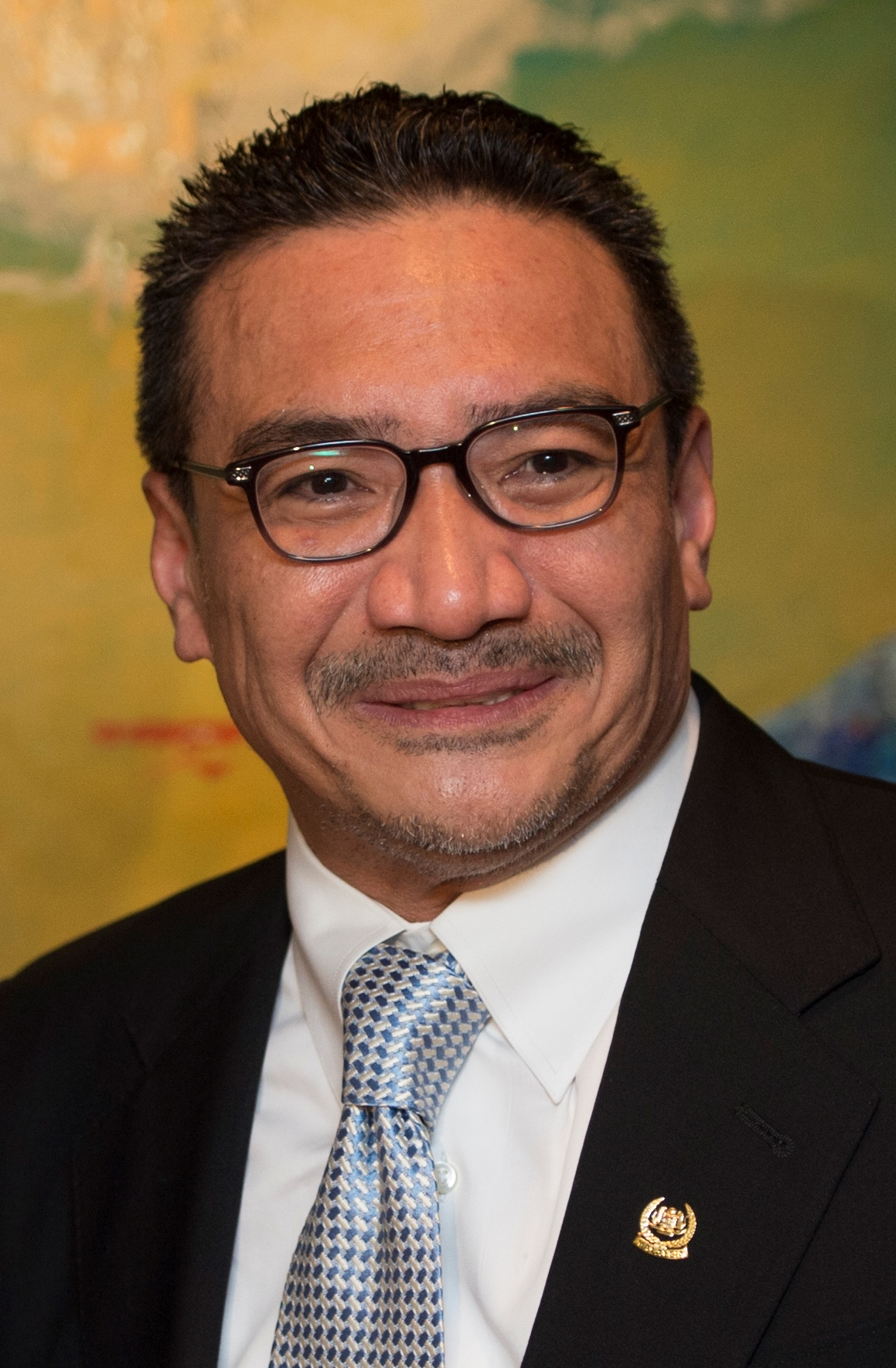
Hishamuddin Hussein

Hishammuddin bin Hussein (* 5. August 1961) ist ein malaysischer Politiker, der von Juli 2021 bis August 2021 Minister für Sicherheit von Malaysia war. Schon zuvor, von März 2020 bis August 2021, hatte er das Amt des Außenministers in der Regierung Perikatan Nasional (PN) unter dem damaligen Premierminister Muhyiddin Yassin ausgeübt. Er ist seit März 2004 Mitglied des Parlaments (MP) für Sembrong. Er war Minister in der Abteilung des Premierministers, Verteidigungsminister, Bildungsminister, Innenminister und Minister für Jugend und Sport in der Barisan Nasional (BN)-Administration unter den ehemaligen Premierministern Mahathir Mohamad, Abdullah Ahmad Badawi und Najib Razak von Dezember 1999 bis zum Zusammenbruch der BN-Administration im Mai 2018 sowie Abgeordneter für Tenggara von April 1995 bis März 2004. Internationale Bekanntheit erlangte er im März 2014 als von Mai 2013 bis Juni 2014 amtierender Verkehrsminister als Hauptverantwortlicher für die Untersuchung des Verschwindens von Malaysia Airlines Flug 370. Nach seinem Ausscheiden aus dem Amt ereignete sich ein weiterer Absturz, diesmal des Malaysia Airlines Flugs 17.
Er ist Mitglied der United Malays National Organization (UMNO), einer Teilpartei der regierenden BN-Koalition, die einer anderen regierenden PN-Koalition angehört. Von 1998 bis 2018 war er Jugendleiter, Vizepräsident und stellvertretender Präsident. Seit Oktober 2020 ist er auch als Generalschatzmeister von BN tätig. Er blieb auch nach seinem Ausscheiden aus Regierung und Kabinett sowie führenden Führungspositionen von seiner Partei und Koalition im Jahr 2018 nach der Niederlage von BN bei den Parlamentswahlen in Malaysia 2018, da er ein erfahrenes und hochrangiges Regierungs- und Kabinettsmitglied, ehemaliges Führungsmitglied der Partei und Koalition, der Sohn des dritten Premierministers Hussein Onn und der Cousin des sechsten Premierministers Najib Razak ist.